# 1721

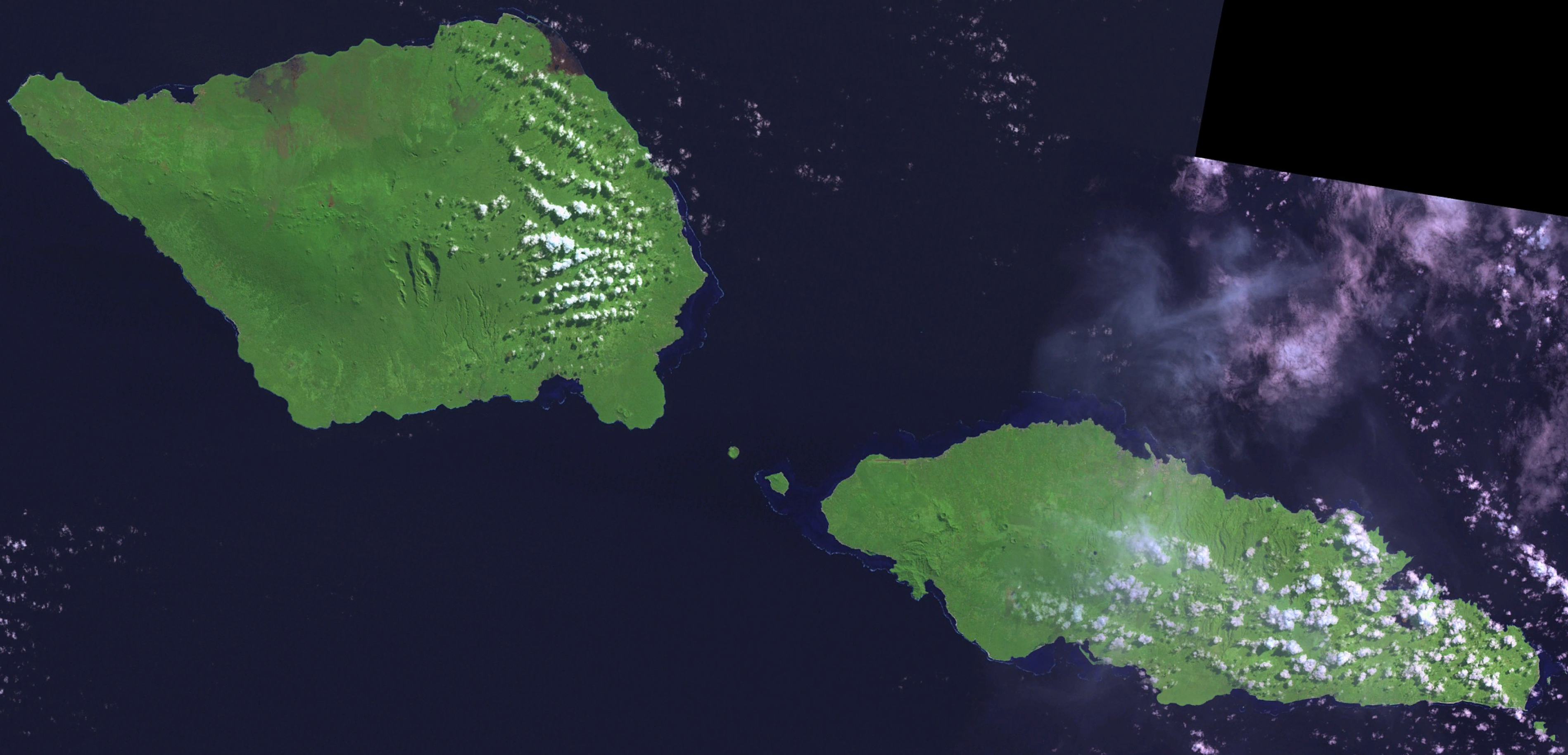
Samoa

Het jaar 1721 is het 21e jaar in de 18e eeuw volgens de christelijke jaartelling.

## Gebeurtenissen
april
- 9 - De Perzische stad Tauris wordt door een aardbeving verwoest; ca. 250.000 doden.

juli
- 3 - Denemarken krijgt het alleenrecht op de kolonie Groenland.

september
- 10 - De Vrede van Nystad maakt een einde aan de Grote Noordse Oorlog. Rusland krijgt hierbij Lijfland, Estland, Ingermanland en het Karelische gebied rond Vyborg in handen. Zweden verliest ook bijna al zijn bezittingen in Duitsland en houdt op een Europese grote mogendheid te zijn.
- 11 - De Duitse natuuronderzoeker Camerarius ontdekt de geslachtelijkheid der planten.

oktober
- 2 - Oplevering in de Grote Kerk van Zwolle van het nieuwe orgel, gebouwd door Franz Caspar en Johann Georg Schnitger.
- 26 - George August Samuel van Nassau-Idstein wordt opgevolgd door zijn achterneven Karel Lodewijk van Nassau-Saarbrücken en Frederik Lodewijk van Nassau-Ottweiler.

november
- 2 (22 oktober OT) - De Russische tsaar Peter de Grote neemt de titel "keizer van Rusland" aan.
- 20 - Stichting van de cartografische uitgeverij Covens & Mortier in Amsterdam.

## Muziek
- 24 maart - Johann Sebastian Bach draagt de Zes concerten met meerdere instrumenten op aan de markgraaf van Brandenburg.
- Tomaso Albinoni schrijft zijn 6 Sonatas & 6 Baletti, Opus 8
- Pietro Locatelli componeert zijn 12 concerti grossi, Opus 1
- Georg Philipp Telemann schrijft de opera's Der gedultige Socrates en Die siegende Großmuth

## Beeldende kunst

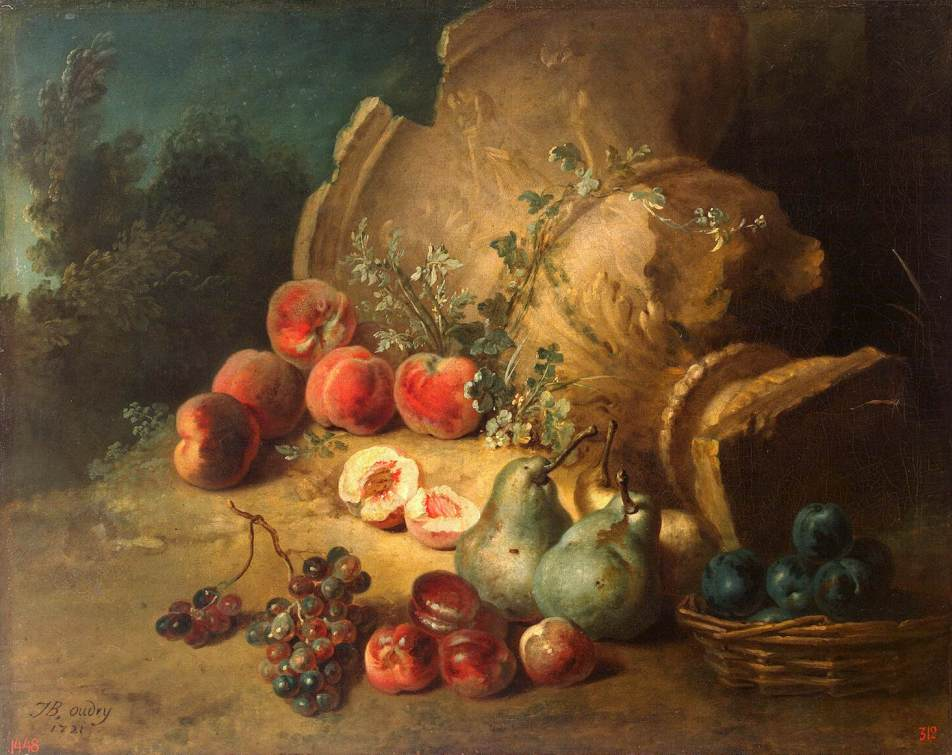
Stilleven met fruit, Jean-Baptiste Oudry (1721), Hermitage

## Bouwkunst

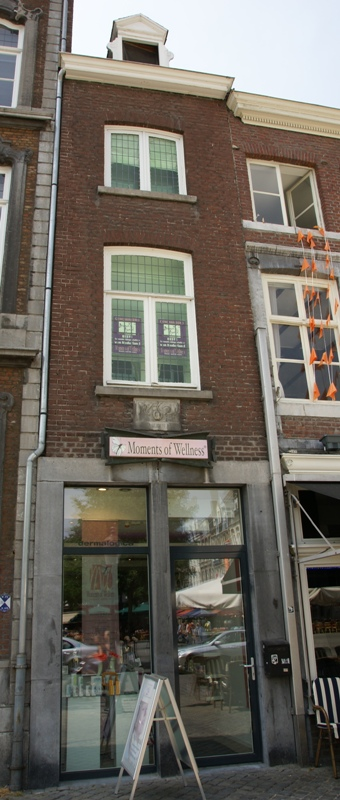
Woonhuis, Maastricht (1721)

## Geboren
januari
- 10 - Pierre Van Cortlandt, Amerikaans politicus (overleden 1814)

april
- 1 - Pieter Hellendaal, Nederlands componist, organist en violist (overleden 1799)
- 24 - Johann Kirnberger, Duits muzikant, componist en muziektheoreticus (overleden 1783)

december
- 25 - William Collins, Engels dichter (overleden 1759)
- 29 - Madame de Pompadour, de latere maîtresse van de Franse koning Lodewijk XV (overleden 1764)

onbekende datum
- Adam de Boer, Fries schaatser (overleden 1800)

## Overleden
maart
- 19 - Clemens XI (71), paus van 1700 tot 1721

september
- 18 - Matthew Prior (57), Engels diplomaat en dichter

oktober
- 11 - Edward Colston (84), Engels koopman en Tory-parlementslid
- 26 - George August Samuel van Nassau-Idstein (56), vorst van Nassau-Idstein

datum onbekend
- Alexander Selkirk (47), zeeman die vier jaar op een onbewoond eiland doorbracht, inspiratie voor Daniel Defoes Robinson Crusoe